# Partido Socialdemócrata de Austria
El Partido Socialdemócrata de Austria (SPÖ), (en alemán Sozialdemokratische Partei Österreichs) es un partido político socialdemócrata de Austria. Fue fundado en el congreso celebrado entre el 30 de diciembre de 1888 y el 1 de enero de 1889 en Hainfeld con el nombre de «Partido Socialdemócrata Obrero» (SDAP: Sozialdemokratischen Arbeiterpartei), denominación que conservó hasta su prohibición en 1934. Desde 1945 hasta 1991 se llamó «Partido Socialista de Austria» (Sozialistische Partei Österreichs). Su nombre actual fue adoptado en el congreso de Linz en 1991.
Junto con el conservador Partido Popular Austríaco (ÖPV), el SPÖ es uno de los dos partidos políticos más grandes de Austria y tiene vínculos con la Federación de Sindicatos de Austria (ÖGB) y la Cámara de Trabajo de Austria (AK). Es el único partido político que en democracia ha ejercido el gobierno municipal de la capital, Viena, desde 1919, lo que valió a la ciudad el sobrenombre de "Viena la roja" (Rotes Wien) en la política austríaca.

## Historia

### Inicios

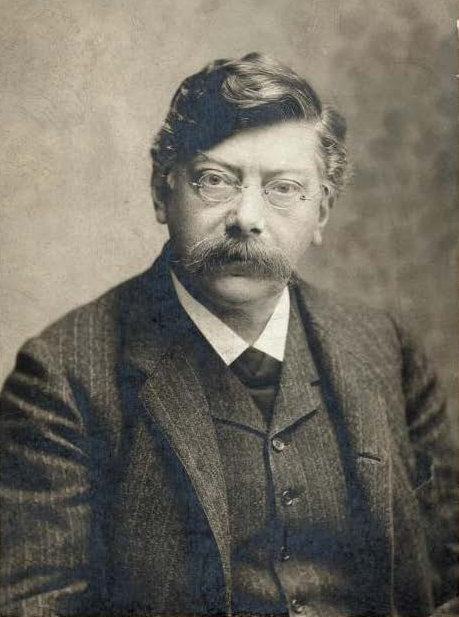
El doctor Victor Adler, quién logró unificar al SPÖ en 1889.

Los movimientos y asociaciones socialistas y de trabajadores habían comenzado a formarse en Austria en mediados del siglo XIX. La primera reunión del partido tuvo lugar en 1874, en Neudörfl, que más tarde se convertiría en Burgenland. En los años siguientes se subsiguieron luchas internas entre facciones, y el partido se dividió entre moderados y anarquistas. Se unificó en 1889 como «Partido Democrático Social Obrero de Austria» (en alemán Sozialdemokratische Arbeiterpartei Österreichs, SDAPÖ) gracias al doctor Victor Adler. En el congreso del partido en Hainfeld decidieron conjuntamente aceptar la Declaración de Principios de Adler, celebrado desde el 30 de diciembre de 1888 hasta el 1 de enero de 1889, por tanto, ésta es la fecha que se considera como la fundación del partido. El 12 de julio de 1889, se publicó el primer número del periódico Arbeiter-Zeitung del partido. Inicialmente tuvieron una cercanía con el marxismo y continuó creciendo, especialmente en Viena y las zonas industrializadas de Bohemia, Moravia, Estiria, Baja Austria y Alta Austria.
El partido participó de la Segunda Internacional en París el 14 de julio de 1889. Además se realizaron campañas por mayor cantidad de derechos de los trabajadores, incluyendo el derecho al sufragio. En el llamado Brünner Programm de septiembre de 1899, los socialistas exigieron que el Imperio Austro-Húngaro se reformara en un Estado democrático.
Los socialdemócratas fueron habilitados para las elecciones en Viena del 30 de mayo de 1890 para participar en la votación del consejo municipal (Gemeinderat).
En 1907 y después de una huelga general, les fue concedido el sufragio. En las elecciones para la Cámara de Diputados en Reichsrat (Consejo Imperial), los socialdemócratas fueron capaces de obtener bastantes votos: de un total de 516 escaños, el partido ganó 86 de los mismos, convirtiéndose así en la segunda facción más importante del Parlamento después del Partido Socialcristiano. Finalmente, en 1911 los socialistas se convertirían en el partido más fuerte del Parlamento.
El partido inicialmente apoyó la guerra contra Serbia luego del asesinato del Archiduque Francisco Fernando en Sarajevo y de su esposa Sophie, duquesa de Hohenberg en 1914, pero se retractaron al ver que la desastrosa guerra era inconcebible. Tras la muerte del emperador Francisco José I de Austria, el primer encuentro para celebrar la paz fue llevado a cabo en diciembre de 1916. En enero de 1918, las huelgas comenzaron a estallar, para solicitar la detención de la guerra y del terrible sufrimiento de las personas, especialmente de las familias de los trabajadores.
En octubre, una Asamblea Provisional (Provisorische Nationalversammlung) fue convocada por el socialdemócrata Karl Renner, quien trató de elaborar una Constitución provisional (Provisorische Verfassung) bajo la dirección de un nuevo Consejo de Estado encabezado por el nuevo canciller de Estado Renner. Los socialdemócratas querían una nueva forma de gobierno, y el 12 de noviembre de 1918, la República fue proclamada por Renner. Como primer ministro, Renner introdujo varias reformas, como la jornada laboral de ocho horas y las vacaciones pagas a los trabajadores.

### Primera República

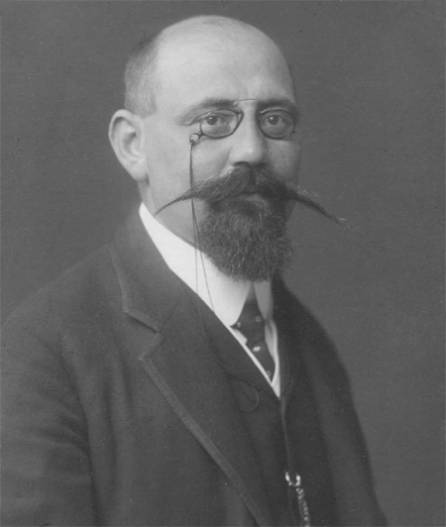
El primer ministro socialdemócrata Karl Renner.

El partido tuvo un éxito moderado en la década de 1920, pero sus miembros fueron perseguidos por derechistas a principios de 1930. Tanto bajo la dictadura austrofascista de 1934 a 1938, como durante la ocupación alemana entre 1938 a 1945. El SDAPÖ fue prohibido y perseguido en gran medida, pero luego de la liberación, los socialdemócratas se convirtieron en la fuerza política más importantes de la posguerra alemana. El partido fue miembro de Labour and Socialist International entre 1923 y 1940.
El partido claramente quería que Austria se unificara políticamente con Alemania en la nueva república llamada «Deutsch-Österreich» (Alemania-Austria), pero el Tratado de Saint-Germain-en-Laye prohibió claramente cualquier unificación entre Austria y Alemania. El SDAPÖ, sin embargo, defendió esa unión durante la Primera República, con la esperanza de que su posición se fortaleciera y que el socialismo se expandiera en Alemania.
En las primeras elecciones de la Asamblea Nacional Constituyente del 6 de febrero de 1919, las mujeres pudieron votar por primera vez y el SDAPÖ se convirtió en el partido político más fuerte, formando una gran colisión junto con los Anti-Anschluss del Partido Socialcristiano (CS).
En mayo de 1919 se subsiguieron las elecciones en el ayuntamiento de Viena, de los 165 escaños en total, los socialdemócratas obtuvieron 100 escaños. Jakob Reumann se convirtió en el primer alcalde socialdemócrata de Viena, la ciudad seguiría siendo un bastión de los socialistas con un país mayoritariamente gobernado por los conservadores. El gobierno municipal entonces ordenó la construcción de la primera Gemeindebau para la clase trabajadora y las residencias Karl-Marx-Hof y el camino Gürtel, además de establecer reformas del tipo social, de salud y educativas. Estas medidas mejoraron la calidad de vida de los trabajadores y elevaron su calidad de vida, por ello se acuñó la denominación de "Rotes Wien" (Viena Roja) en la década de 1920.
Dentro de la gran colisión que armaron con los socialcristianos, las partes llegaron a acordar reformas como las jornadas laborales de 8 horas por día (8-Stunden-Tag), la ley de consejos de trabajadores (Betriebsrätegesetz) y las negociaciones sobre una nueva constitución republicana, que entraría en vigor el 20 de noviembre de 1920. Después de las elecciones parlamentarias en octubre de 1920, el SDAPÖ abandonó la coalición después de que el CS obtuviera la mayoría de votos. Los socialistas se quedarían como oposición durante la Primera República.
El SDAPÖ continuó dividido en dos facciones, por un lado estaban los moderados bajo la dirección del excanciller Karl Renner, quién abogaba por un Estado parlamentario, por la democracia liberal y el estado de bienestar; por el otro lado estaban los más radicales austromarxistas con la dirección de Otto Bauer. Sobre todo estos últimos no querían volver a cooperar con el CS, lo que incrementó la inestabilidad interna haciendo a las partes cada vez más extremas.

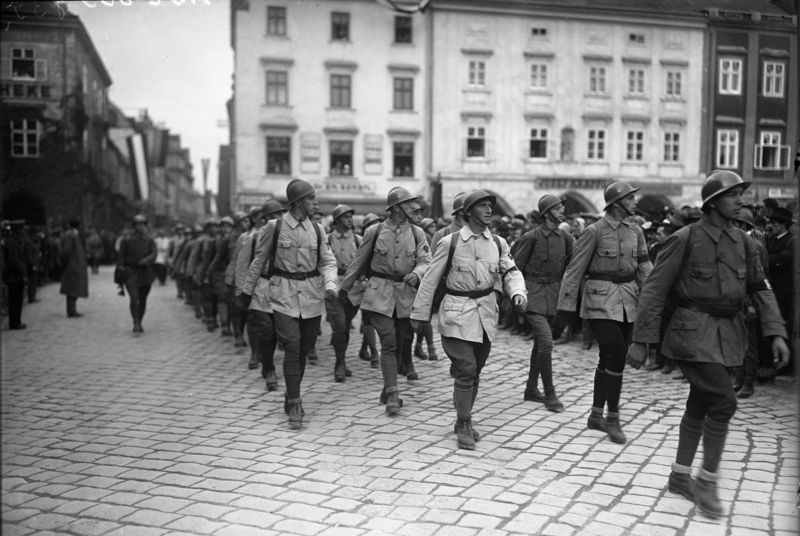
Despliegue del SDAPÖ en 1930.

Sintiéndose cada vez más amenazados, la mayoría de los partidos políticos conformaron su propia ala militar. En mayo de 1924, el SDAPÖ fundó su ala paramilitar denominada
«Republikanischer Schutzbund» (Liga de Protección Republicana). El Partido Comunista de Austria conformó las Brigadas Rojas, el CS también lo hizo con la «Heimwehr» (Fuerza de Protección de la Patria). Esto no era un buen presagio para la futura estabilidad de la joven república, con la existencia de milicias y grupos políticos armados vigilando, junto a la policía y fuerzas militares regulares. La fundación de éstas milicias surgieron como respuesta a las tensiones políticas planteadas, agravando posibles enfrentamientos abiertos armados mientras los partidos políticos continuaban luchando. El 3 de noviembre de 1926, el llamado «Linzer Programm» fue acordado en la convención partidaria del SDAPÖ, fuertemente influenciado por el ala de Otto Bauer y reforzando las diferencias con el Partido Socialcristiano y los socialdemócratas.
El 30 de enero de 1927, los miembros del partido conservador Heimwehr dispararon contra los miembros del Republikanischer Schutzbund en Schattendorf, Burgenland, resultando en dos muertos. Luego de un juicio en el que no se hallaran culpables, los miembros de la Republikanischer Schutzbund, el SDAPÖ y los trabajadores se mostraron indignados por el veredicto y realizaron una protesta el 15 de julio. La turba, descargando su indignación, se dirigió hacia el Palacio de Justicia (Justizpalast) prendiéndolo fuego. Los enfrentamientos con la policía dejaron 85 trabajadores y 5 policías muertos y unas 600 personas resultaron heridas. La quema del Justizpalast y el derramamiento de sangre simbolizó una ruptura dentro de la República, marcando el fin de la democracia.
El ambiente político se hizo cada vez más denso e insostenible, los conservadores apuntaron contra los socialdemócratas el 18 de mayo de 1930, mientras el Heimwehr del CS declaraba el «Korneuburger Eid» (Juramento de Korneuburger) en la que abiertamente se solicitaba el derrocamiento de la democracia.

### Período del austrofascismo

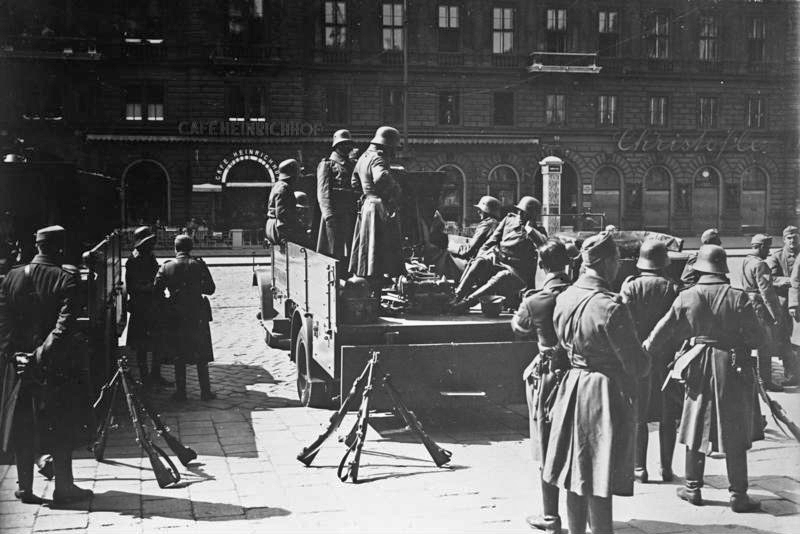
Soldados austríacos frente a la Ópera de Viena.

El 7 de marzo de 1933 el Parlamento se detuvo debido a un tecnicismo menor en los procedimientos parlamentarios. Durante un impasse de votación, la presidencia colectiva de la Cámara Baja fue retirada de su cargo. Entonces, el canciller Engelbert Dollfuß aprovechó la oportunidad para eludir el Parlamento y gobernar con una serie de decretos de emergencia mediante el acta de poderes de emergencia de 1917.
La presión se incrementó en el SDAPÖ, las actividades políticas fueron cada vez más restringidas y la censura a la prensa aumentó. Los socialdemócratas protestaron y llevaron sus fuerzas de los bastiones de trabajadores de Linz, Viena y de otras áreas industriales citadinas. La tensión estalló públicamente el 12 de febrero de 1934, cuando la policía ingresó en la sede local del partido en Linz en una búsqueda. La milicia socialista se resistió a las fuerzas policiales, en una lucha armada que duró semanas y que estalló en Viena y en otros sitios en donde el SDAPÖ tenía fuerza. Se llamó al ejército para aplastar el levantamiento de Viena, con bombarderos en Karl-Marx-Hof donde los miembros de la Schutzbund se encontraban atrincherados. La guerra civil se prolongó hasta el 16 de febrero, finalmente el movimiento socialdemócrata se encontraba completamente prohibido, con la mayoría de los dirigentes detenidos. El final de la guerra civil marcó el fin de la Primera República de Austria y el inicio del Estado Austrofascista bajo el liderazgo de Dollfuß.
El aplastamiento de la oposición socialdemócrata por los conservadores significó un debilitamiento adicional para Austria, como las luchas internas dentro del Heimwehr. El mismo Canciller Dollfuß fue asesinado diez semanas después del final de la guerra por los nacionalsocialistas. Adolf Hitler estaba influyendo cada vez más en los asuntos políticos de Austria, la Alemania nazi estaba aumentando la presión maquinando y manipulando los acontecimientos políticos, así como también planificando y ejecutando ataques terroristas dentro de la infraestructura de Austria. El sucesor de Dollfuß, el canciller Kurt Schuschnigg intentó una nueva ronda de negociaciones con los ya ilegales socialdemócratas e incluso con los monarquistas, con el fin de estabilizar la situación nuevamente. La democracia socialista fue favorecida, pero aun era pobre el concepto de una Austria independiente, teniendo la forma del régimen austrofascista. La lucha extrema y la enemistad de las dos partes dio lugar a la supresión de la democracia y al fin de Austria independiente. El 12 de marzo de 1938, el debilitado gobierno austríaco bajo el canciller Schuschnigg se vio obligado a dimitir ante Hitler bajo amenaza de guerra, y Austria fue anexada a la Alemania nazi.
El Anschluss fue inicialmente recibido con entusiasmo por muchos socialdemócratas, como el ex Canciller Karl Renner, quién se comprometió a votar positivo en un referéndum sobre el Anschluss, para finalmente realizar su sueño de unificación con Alemania. Aunque la democracia no se podía visualizar, en sus políticas Hitler prometió más trabajo e igualdad para trabajadores y obreros, así como también otras reformas socialistas y estabilidad política. El entusiasmo socialista que recibió Hitler pronto dio paso a la cruda realidad de la guerra y la ocupación nazi.

### Durante la Segunda República

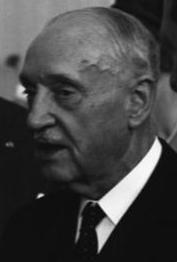
Primer presidente del SPÖ, Adolf Schärf.

La Ofensiva de Viena, con las fuerzas soviéticas y nazis concluyó el 13 de abril de 1945. Inmediatamente, el partido fue refundado bajo el nombre de «Partido Socialista de Austria» (Sozialistische Partei Österreichs, SPÖ). El primer presidente del partido fue Adolf Schärf. Después de la tiranía, la guerra y la destrucción, el país tuvo que ser reconstruido mientras se soportaban el hambre y las privaciones. La traumática experiencia del dominio alemán trajo consigo un cambio en la opinión general del pangermanismo y sobre la idea de Austria como un país independiente, soberano y democrático. Los antiguos rivales, los conservadores y los socialistas, dejaron de lado sus diferencias para trabajar por la prosperidad y por la soberanía renovada del país. Ambas partes celebraron una gran coalición que duraría los próximos veintiún años, hasta 1966.
La Unión Soviética tuvo influencia como potencia aliada en los años inmediatamente posteriores a la guerra. Iósif Stalin estaba interesado en la integración de Austria recién liberada en el bloque soviético. El Partido Comunista de Austria fue el único partido del que se puede sostener que continuamente luchó contra el régimen nazi, poniendo gran parte de su trabajo bajo protección y guía de Moscú. Karl Renner intentó posicionarse como el hombre del momento, alegando que podría hacer de puente entre conservadores y comunistas, aunque los soviéticos y los aliados tenían grandes reservas acerca de Renner, a quien veían como un oportunista. Renner intentó convencer al escéptico Stalin en una carta en la que expresaba su mea culpa por su anterior apoyo al Anschluss y se presentaba como un político socialista capaz de llegar a un acuerdo con los comunistas.

## Resultados electorales

### Consejo Imperial deCisleitania
| Año       | Votos        | %     | Resultado | +/- | Gobierno           |
| --------- | ------------ | ----- | --------- | --- | ------------------ |
| 1891      | 3 848 (#12)  | 1,26  | 0/353     |     | Extraparlamentario |
| 1897      | 245 001 (#2) | 23,13 | 14/425    | 14  | Oposición          |
| 1900-1901 | 251 652 (#2) | 23,39 | 11/425    | 3   | Oposición          |
| 1907      | 513 219 (#2) | 11,11 | 50/516    | 39  | Oposición          |
| 1911      | 542 549 (#2) | 11,96 | 44/516    | 6   | Oposición          |

### República de Austria Alemana
| Año  | Votos          | %     | Resultado | +/- | Gobierno                |
| ---- | -------------- | ----- | --------- | --- | ----------------------- |
| 1919 | 1 211 814 (#1) | 40,75 | 72/170    |     | Coalición con CS y GDVP |

### Primera República de Austria
| Año  | Votos          | %     | Resultado | +/- | Gobierno         |
| ---- | -------------- | ----- | --------- | --- | ---------------- |
| 1920 | 1 072 709 (#2) | 35,99 | 69/183    | 3   | Coalición con CS |
| 1923 | 1 311 870 (#2) | 39,60 | 68/165    | 1   | Oposición        |
| 1927 | 1 539 635 (#2) | 42,28 | 71/165    | 3   | Oposición        |
| 1930 | 1 517 146 (#2) | 41,14 | 72/165    | 1   | Oposición        |

### Segunda República de Austria
| Año  | Votos          | %    | Resultado | +/-         | Gobierno                 |
| ---- | -------------- | ---- | --------- | ----------- | ------------------------ |
| 1945 | 1 434 898 (#2) | 44,6 | 76/165    |             | Coalición con ÖVP y KPÖ  |
| 1949 | 1 623 524 (#2) | 38,7 | 67/165    | 9           | Coalición con ÖVP        |
| 1953 | 1 818 517 (#1) | 42,1 | 73/165    | 6           | Coalición con ÖVP        |
| 1956 | 1 873 295 (#2) | 43,0 | 74/165    | 1           | Coalición con ÖVP        |
| 1959 | 1 953 935 (#1) | 44,8 | 78/165    | 4           | Coalición con ÖVP        |
| 1962 | 1 960 685 (#2) | 44,0 | 76/165    | 2           | Coalición con ÖVP        |
| 1966 | 1 928 985 (#2) | 42,6 | 74/165    | 2           | Oposición                |
| 1970 | 2 221 981 (#1) | 48,4 | 81/165    | 7           | Gobierno en minoría      |
| 1971 | 2 280 168 (#1) | 50,0 | 93/183    | 12          | Gobierno en mayoría      |
| 1975 | 2 326 201 (#1) | 50,1 | 93/183    | Sin cambios | Gobierno en mayoría      |
| 1979 | 2 413 226 (#1) | 51,0 | 95/183    | 2           | Gobierno en mayoría      |
| 1983 | 2 312 529 (#1) | 47,6 | 90/183    | 5           | Coalición con FPÖ        |
| 1986 | 2 092 024 (#1) | 43,1 | 80/183    | 10          | Coalición con ÖVP        |
| 1990 | 2 012 787 (#1) | 42,8 | 80/183    | Sin cambios | Coalición con ÖVP        |
| 1994 | 1 617 804 (#1) | 34,9 | 65/183    | 15          | Coalición con ÖVP        |
| 1995 | 1 843 474 (#1) | 38,1 | 71/183    | 6           | Coalición con ÖVP        |
| 1999 | 1 532 448 (#1) | 33,2 | 65/183    | 6           | Oposición                |
| 2002 | 1 792 499 (#2) | 36,5 | 69/183    | 4           | Oposición                |
| 2006 | 1 663 986 (#1) | 35,3 | 68/183    | 1           | Coalición con ÖVP        |
| 2008 | 1 430 206 (#1) | 29,3 | 57/183    | 11          | Gobierno con ÖVP         |
| 2013 | 1 258 605 (#1) | 26,8 | 52/183    | 5           | Gobierno con ÖVP         |
| 2017 | 1 351 918 (#2) | 26,9 | 52/183    | Sin cambios | Oposición                |
| 2019 | 1 011 868 (#2) | 21,2 | 40/183    | 12          | Oposición                |
| 2024 | 1 032 234 (#3) | 21,1 | 41/183    | 1           | Coalición con ÖVP y NEOS |

### Elecciones estatales de Austria
| Estado       | Año  | Votos        | %     | Resultado | Gobierno                       |
| ------------ | ---- | ------------ | ----- | --------- | ------------------------------ |
| Alta Austria | 2021 | 150.094 (#3) | 18,58 | 11/56     | Coalición con ÖVP, FPÖ y Grüne |
| Baja Austria | 2023 | 185.861 (#3) | 20,65 | 12/56     | Oposición                      |
| Burgenland   | 2020 | 92.634 (#1)  | 49,94 | 19/36     | Gobierno en mayoría            |
| Carintia     | 2023 | 117.962 (#1) | 38,94 | 15/36     | Coalición con ÖVP              |
| Estiria      | 2019 | 138.572 (#2) | 23,02 | 12/48     | Coalición con ÖVP              |
| Salzburgo    | 2023 | 48.099 (#3)  | 17,87 | 7/36      | Oposición                      |
| Tirol        | 2022 | 60.009 (#3)  | 17,48 | 7/36      | Coalición con ÖVP              |
| Viena        | 2020 | 301.967 (#1) | 41,62 | 46/100    | Coalición con NEOS             |
| Vorarlberg   | 2024 | 16.713 (#4)  | 9,1   | 3/36      | Oposición                      |

### Parlamento Europeo
| Año  | Votos          | %     | Resultado | +/-         |
| ---- | -------------- | ----- | --------- | ----------- |
| 1996 | 1.105.910 (#2) | 29,15 | 6/21      |             |
| 1999 | 888.338 (#1)   | 31,71 | 7/21      | 1           |
| 2004 | 823.855 (#1)   | 33,45 | 7/18      | Sin cambios |
| 2009 | 680.041 (#2)   | 23,74 | 4/17      | 3           |
| 2014 | 680.180 (#2)   | 24,09 | 5/18      | 1           |
| 2019 | 903.151 (#2)   | 23,89 | 5/18      | Sin cambios |
| 2024 | 818.287 (#3)   | 23,2  | 5/20      | Sin cambios |